# 캐럴 케인
캐럴 케인(Carol Kane, 1952년 6월 18일 ~ )은 미국의 배우이다.

## 작품 목록
- 스크루지 - 크리스마스 현재의 유령 역
- 러브 인 뉴욕 - 세실리아 역
- 언브레이커블 키미 슈미트 시즌 2
- 데드 돈 다이 - 말로리 오브라이언 역
- 시스터스 브리더스